# Liste des vols habités vers la Station spatiale internationale
Ceci est la liste des vols habités vers la Station spatiale internationale (ISS).
Les dates de lancement et d'atterrissage des vaisseaux sont listées. Les vols sont ordonnés selon leur date de lancement. Les vols non habités n'apparaissent pas dans cette liste. Les membres d'équipage de l'ISS sont listés en gras pour les missions avant 2009.

## Résumé
Pays ayant participé à un vol habité vers la Station spatiale internationale :
- Amérique :  Brésil,  Canada,  États-Unis
- Afrique :  Afrique du Sud
- Asie :  Malaisie,  Japon,  Corée du Sud,  Émirats arabes unis
- Europe :  Belgique,  France,  Espagne,  Allemagne,  Italie,  Pays-Bas,  Hongrie,  Russie,  Suède,  Danemark

## 1998
- STS-88 Endeavour - 4 - 15 décembre 1998
  - Robert D. Cabana -  États-Unis
  - Nancy J. Currie -  États-Unis
  - Sergei Krikalev -  Russie
  - James H. Newman -  États-Unis
  - Jerry L. Ross -  États-Unis
  - Frederick W. Sturckow -  États-Unis

## 1999
- STS-96 Discovery - 27 mai - 6 juin 1999
  - Daniel T. Barry -  États-Unis
  - Rick D. Husband -  États-Unis
  - Tamara E. Jernigan -  États-Unis
  - Ellen Ochoa -  États-Unis
  - Julie Payette -  Canada
  - Kent V. Rominger -  États-Unis
  - Valery Ivanovich Tokarev -  Russie

## 2000
- STS-101 Atlantis - 19 - 29 mai 2000
  - James D. Halsell, Jr. -  États-Unis
  - Susan J. Helms -  États-Unis
  - Scott J. Horowitz -  États-Unis
  - Yury V. Usachev -  Russie
  - James S. Voss -  États-Unis
  - Mary E. Weber -  États-Unis
  - Jeffrey N. Williams -  États-Unis

- STS-106 Atlantis - 8 - 19 septembre 2000
  - Scott D. Altman -  États-Unis
  - Daniel C. Burbank -  États-Unis
  - Edward T. Lu -  États-Unis
  - Youri Malenchenko -  Russie
  - Richard A. Mastracchio -  États-Unis
  - Boris V. Morukov -  Russie
  - Terrence W. Wilcutt -  États-Unis

- STS-92 Discovery - 11 - 24 octobre, 2000
  - Leroy Chiao -  États-Unis
  - Brian Duffy -  États-Unis
  - Michael López-Alegría -  États-Unis
  - William S. McArthur -  États-Unis
  - Pamela A. Melroy -  États-Unis
  - Kōichi Wakata -  Japon
  - Peter J.K. Wisoff -  États-Unis

- Soyouz TM-31 - 31 octobre 2000 -  6 mai 2001 (Expédition 1)
  - Yuri Gidzenko -  Russie
  - Sergei Krikalev -  Russie
  - William Shepherd -  États-Unis

- STS-97 Endeavour - 30 novembre - 11 décembre 2000
  - Michael J. Bloomfield -  États-Unis
  - Marc Garneau -  Canada
  - Brent W. Jett -  États-Unis
  - Carlos I. Noriega -  États-Unis
  - Joseph R. Tanner -  États-Unis

## 2001
- STS-98 Atlantis - 7 - 20 février 2001
  - Kenneth D. Cockrell -  États-Unis
  - Robert L. Curbeam -  États-Unis
  - Marsha S. Ivins -  États-Unis
  - Thomas D. Jones -  États-Unis
  - Mark L. Polansky -  États-Unis

- STS-102 Discovery - 8 - 21 mars 2001 (Expédition 2)
  - Susan J. Helms -  États-Unis
  - James M. Kelly -  États-Unis
  - Paul Richards -  États-Unis
  - Andrew S. W. Thomas -  États-Unis
  - Yury V. Usachev -  Russie
  - James S. Voss -  États-Unis
  - James D. Wetherbee -  États-Unis

- STS-100 Endeavour - 19 avril - 1er mai 2001
  - Jeffrey S. Ashby -  États-Unis
  - Umberto Guidoni -  Italie ESA
  - Chris A. Hadfield -  Canada
  - Scott E. Parazynski -  États-Unis
  - John L. Phillips -  États-Unis
  - Kent V. Rominger -  États-Unis
  - Iouri Lontchakov -  Russie

- Soyouz TM-32 - 28 avril - 6 mai 2001
  - Yuri Baturin -  Russie
  - Talgat Musabayev -  Russie
  - Dennis Tito - touriste spatial  États-Unis

- STS-104 Atlantis - 12 - 24 juillet 2001
  - Michael L. Gernhardt -  États-Unis
  - Charles O. Hobaugh -  États-Unis
  - Janet L. Kavandi -  États-Unis
  - Steven W. Lindsey -  États-Unis
  - James F. Reilly -  États-Unis

- STS-105 Discovery - 10 - 22 août 2001 (Expédition 3)
  - Daniel T. Barry -  États-Unis
  - Frank L. Culbertson -  États-Unis
  - Vladimir N. Dezhurov -  Russie
  - Patrick G. Forrester -  États-Unis
  - Scott J. Horowitz -  États-Unis
  - Frederick W. Sturckow -  États-Unis
  - Mikhaïl Tiourine -  Russie

- Soyouz TM-33 - 21 octobre 2001 - 5 mai 2002
  - Viktor M. Afanasyev -  Russie
  - Claudie Haigneré -  France CNES
  - Konstantin Kozeyev -  Russie

- STS-108 Endeavour - 5 - 17 décembre 2001 (Expédition 4)
  - Daniel W. Bursch -  États-Unis
  - Linda M. Godwin -  États-Unis
  - Dominic L. Gorie -  États-Unis
  - Mark E. Kelly -  États-Unis
  - Yuri I. Onufrienko -  Russie
  - Daniel M. Tani -  États-Unis
  - Carl E. Walz -  États-Unis

## 2002
- STS-110 Atlantis - 8 - 19 avril 2002
  - Michael J. Bloomfield -  États-Unis
  - Stephen N. Frick -  États-Unis
  - Lee M.E. Morin -  États-Unis
  - Ellen Ochoa -  États-Unis
  - Jerry L. Ross -  États-Unis
  - Steven L. Smith -  États-Unis
  - Rex J. Walheim -  États-Unis

- Soyouz TM-34 - 25 avril - 10 novembre, 2002
  - Yuri Gidzenko -  Russie
  - Mark Shuttleworth - touriste spatial  Afrique du Sud
  - Roberto Vittori -  Italie ESA

- STS-111 Endeavour - 5 - 19 juin 2002 (Expédition 5)
  - Franklin R. Chang-Diaz -  États-Unis
  - Kenneth D. Cockrell -  États-Unis
  - Paul S. Lockhart -  États-Unis
  - Valery G. Korzun -  Russie
  - Philippe Perrin -  France CNES
  - Sergueï Trechtchiov -  Russie
  - Peggy A. Whitson -  États-Unis

- STS-112 Atlantis - 7 - 18 octobre 2002
  - Jeffrey S. Ashby -  États-Unis
  - Sandra H. Magnus -  États-Unis
  - Pamela A. Melroy -  États-Unis
  - Piers J. Sellers -  États-Unis
  - David A. Wolf -  États-Unis
  - Fyodor N. Yurchikhin -  Russie

- Soyouz TMA-1 - 30 octobre 2002 - 4 mai 2003
  - Yuri Lonchakov -  Russie
  - Frank De Winne -  Belgique ESA
  - Sergei Zalyotin -  Russie

- STS-113 Endeavour - 24 novembre - 7 décembre 2002 
  - Kenneth D. Bowersox -  États-Unis
  - Nikolaï Boudarine  États-Unis
  - John B. Herrington -  États-Unis
  - Paul S. Lockhart -  États-Unis
  - Michael López-Alegría -  États-Unis
  - Donald R. Pettit -  États-Unis
  - James D. Wetherbee -  États-Unis

## 2003
Note : La catastrophe de la navette Columbia (le 1er février 2003) a bloqué la flotte de navettes spatiales au sol durant une longue période. Plusieurs éléments majeurs de l'ISS ont été retardés à cause des suites de cet accident.
- Soyouz TMA-2 - 28 avril - 28 octobre 2003
  - Edward Tsang Lu -  États-Unis
  - Youri Malenchenko -  Russie

- Soyouz TMA-3 - 18 octobre 2003 - 29 avril 2004
  - Pedro Duque -  Espagne ESA Retour sur TMA-2
  - Michael Foale -  États-Unis
  - Alexandr Kaleri -  Russie

## 2004
- Soyouz TMA-4 - 19 avril - 24 octobre 2004
  - Edward Fincke -  États-Unis
  - André Kuipers -  Pays-Bas ESA Retour sur TMA-3
  - Gennady Padalka -  Russie

- Soyouz TMA-5 - 14 octobre 2004 - 24 avril 2005
  - Leroy Chiao -  États-Unis
  - Yuri Shargin -  Russie Retour sur TMA-4
  - Salizhan Sharipov -  Russie

## 2005
- Soyouz TMA-6 - 15 avril - 11 octobre 2005
  - Sergei Krikalev -  Russie
  - John Phillips -  États-Unis
  - Roberto Vittori -  Italie ESA Retour sur TMA-5

- STS-114 Discovery - 26 juillet - 9 août 2005
  - Eileen M. Collins -  États-Unis
  - James M. Kelly -  États-Unis
  - Soichi Noguchi -  Japon
  - Stephen K. Robinson -  États-Unis
  - Andrew Thomas -  États-Unis
  - Wendy Lawrence -  États-Unis
  - Charles Camarda -  États-Unis

- Soyouz TMA-7 - 1er octobre 2005 - 1er avril 2006
  - Valery Tokarev -  Russie
  - William McArthur -  États-Unis
  - Gregory Olsen - Touriste spatial  États-Unis Retour sur TMA-6

## 2006
- Soyouz TMA-8 - 30 mars - 29 septembre 2006
  - Pavel Vinogradov -  Russie
  - Jeff Williams -  États-Unis
  - Marcos Pontes -  Brésil       Retour sur TMA-7

- STS-121 Discovery - 4 juillet - 17 juillet 2006
  - Steve Lindsey -  États-Unis
  - Mark E. Kelly -  États-Unis
  - Mike Fossum -  États-Unis
  - Lisa Novack -  États-Unis
  - Stephanie Wilson -  États-Unis
  - Piers Sellers -  États-Unis
  - Thomas Reiter -  Allemagne ESA

- STS-115 Atlantis -  9 septembre - 21 septembre 2006
  - Brent Jett -  États-Unis
  - Christopher Ferguson -  États-Unis
  - Heidemarie Stefanyshyn-Piper -  États-Unis
  - Joseph Tanner -  États-Unis
  - Daniel Burbank -  États-Unis
  - Steve MacLean -  Canada

- Soyouz TMA-9 - 18 septembre 2006 - 21 avril 2007
  - Mikhaïl Tiourine -  Russie
  - Michael López-Alegría -  États-Unis
  - Anousheh Ansari -  Iran retour sur TMA-8

- STS-116 Discovery - 10 décembre - 22 décembre 2006
  - Mark Polansky -  États-Unis
  - William Oefelein -  États-Unis
  - Nicholas Patrick -  États-Unis
  - Robert Curbeam -  États-Unis
  - Christer Fuglesang -  Suède
  - Joan Higginbotham -  États-Unis
  - Sunita Williams -  États-Unis

## 2007
- Soyouz TMA-10 - 7 avril - 21 octobre 2007
  - Oleg Kotov -  Russie
  - Fyodor Yurchikhin -  Russie
  - Charles Simonyi -  États-Unis

- STS-117 Atlantis - 8 juin - 22 juin 2007
  - Frederick Sturckow -  États-Unis
  - Lee Archambault -  États-Unis
  - James Reilly -  États-Unis
  - Steven Swanson -  États-Unis
  - Patrick Forrester -  États-Unis
  - John Olivas -  États-Unis
  - Clayton Anderson -  États-Unis

- STS-118 Endeavour - 8 août - 21 août 2007
  - Scott Kelly  États-Unis
  - Charles Hobaugh  États-Unis
  - Richard A. Mastracchio  États-Unis
  - Dafydd Williams  Canada
  - Tracy Caldwell  États-Unis
  - Barbara Morgan  États-Unis
  - B. Alvin Drew  États-Unis

- Soyouz TMA-11: Lancement le 10 octobre.
  - Peggy Whitson -  États-Unis
  - Youri Malenchenko -  Russie
  - Sheikh Muszaphar Shukor -  Malaisie

- STS-120 Discovery - 23 octobre - 6 novembre 2007
  - Pamela Melroy -  États-Unis
  - Paolo A. Nespoli -  Italie ESA
  - Scott E. Parazynski -  États-Unis
  - Daniel M. Tani -  États-Unis
  - Douglas H. Wheelock -  États-Unis
  - Stephanie Wilson -  États-Unis
  - George D. Zamka -  États-Unis

## 2008
- STS-122 Atlantis : Lancement le 7 février
  - Stephen N. Frick -  États-Unis
  - Alan G. Poindexter -  États-Unis
  - Rex J. Walheim -  États-Unis
  - Stanley G. Love -  États-Unis
  - Leland D. Melvin -  États-Unis
  - Hans Schlegel -  Allemagne
  - Léopold Eyharts -  France

- STS-123 Endeavour : Lancement le 8 mars
  - Dominic Gorie -  États-Unis
  - Gregory H. Johnson -  États-Unis
  - Robert L. Behnken -  États-Unis
  - Michael Foreman -  États-Unis
  - Richard M. Linnehan -  États-Unis
  - Takao Doi -  Japon
  - Garrett E. Reisman -  États-Unis

- Soyouz TMA-12 : Lancement le 8 avril
  - Sergei Volkov Commandant -  Russie
  - Oleg Kononenko Ingénieur de bord -  Russie
  - Yi So-yeon Première spationaute de son pays -  Corée du Sud

- STS-124 Discovery Discovery : Lancement le 31 mai
  - Mark E. Kelly -  États-Unis
  - Kenneth Ham -  États-Unis
  - Karen L. Nyberg -  États-Unis
  - Ronald J. Garan, Jr. -  États-Unis
  - Michael E. Fossum -  États-Unis
  - Akihiko Hoshide -  Japon
  - Gregory Chamitoff -  États-Unis

- Soyouz TMA-13 : Lancement le 12 octobre
  - Yuri Lonchakov -  Russie
  - Michael Fincke -  États-Unis
  - Richard Garriott -  États-Unis

- STS-126 Endeavour  : Lancement le 15 novembre
  - Christopher Ferguson -  États-Unis
  - Eric A. Boe -  États-Unis
  - Stephen Gerard Bowen -  États-Unis
  - Heidemarie M. Stefanyshyn-Piper -  États-Unis
  - Donald Pettit -  États-Unis
  - Robert Shane Kimbrough -  États-Unis
  - Sandra Magnus -  États-Unis

## 2009
- STS-119 Discovery : Lancement le 15 mars
  - Lee Archambault -  États-Unis
  - Dominic A. Antonelli -  États-Unis
  - Joseph M. Acaba -  États-Unis
  - Steven Swanson -  États-Unis
  - Richard R. Arnold -  États-Unis
  - John L. Phillips -  États-Unis
  - Kōichi Wakata -  Japon

- Soyouz TMA-14 Lancement le 26 mars
  - Gennady Padalka -  Russie
  - Michael R. Barratt -  États-Unis
  - Charles Simonyi -  États-Unis /  Hongrie : retour sur TMA-13

- Soyouz TMA-15 Lancement le 27 mai
  - Roman Romanenko -  Russie
  - Frank De Winne -  Belgique
  - Robert B. Thirsk -  Canada

- STS-127 Endeavour : Lancement le 15 juillet
  - Mark L. Polansky -  États-Unis
  - Douglas G. Hurley -  États-Unis
  - Christopher J. Cassidy -  États-Unis
  - David A. Wolf -  États-Unis
  - Thomas H. Marshburn -  États-Unis
  - Timothy Kopra -  États-Unis retour sur STS-128
  - Julie Payette -  Canada

- STS-128 Discovery : Lancement le 29 août
  - Frederick W. Sturckow -  États-Unis
  - Kevin A. Ford -  États-Unis
  - Patrick G. Forrester -  États-Unis
  - John D. Olivas -  États-Unis
  - José M. Hernández -  États-Unis
  - Christer Fuglesang -  Suède
  - Nicole Stott -  États-Unis retour sur STS-129

- Soyouz TMA-16 : Lancement le 30 septembre
  - Maxime Souraïev -  Russie
  - Jeffrey Williams -  États-Unis
  - Guy Laliberté -  Canada retour sur Soyouz TMA-14

- STS-129 Atlantis : Lancement le 16 novembre
  - Charles O. Hobaugh -  États-Unis
  - Barry Wilmore -  États-Unis
  - Robert Satcher -  États-Unis
  - Michael Foreman -  États-Unis
  - Randolph Bresnik -  États-Unis
  - Leland D. Melvin -  États-Unis

- Soyouz TMA-17 Lancement le 20 décembre
  - Oleg Kotov -  Russie
  - Timothy Creamer -  États-Unis
  - Soichi Noguchi -  Japon

## 2010
- STS-130 Endeavour — 8 février - 21 février
  -  George D. Zamka
  -  Terry Virts
  -  Kathryn Hire
  -  Stephen Robinson
  -  Nicholas Patrick
  -  Robert Behnken

- Soyouz TMA-18 — 2 avril -  25 septembre
  -  Alexandre Skvortsov
  -  Mikhaïl Kornienko
  -  Tracy Caldwell

- STS-131 Discovery — 5 avril - 20 avril
  -  Alan G. Poindexter
  -  James Dutton
  -  Richard Mastracchio
  -  Clayton Anderson
  -  Dorothy Metcalf-Lindenburger
  -  Stephanie Wilson
  -  Naoko Yamazaki

- STS-132 Atlantis — 14 mai - 26 mai
  -  Kenneth Ham
  -  Dominic A. Antonelli
  -  Stephen Gerard Bowen
  -  Michael T. Good
  -  Piers Sellers
  -  Garrett Reisman

- Soyouz TMA-19 — 15 juin -  26 novembre
  -  Fyodor Yurchikhin
  -  Douglas H. Wheelock
  -  Shannon Walker

- Soyouz TMA-01M — 7 octobre -  16 mars
  -  Alexandre Kaleri
  -  Scott Kelly
  -  Oleg Skripochka

- Soyouz TMA-20 — 15 décembre -  24 mai
  -  Dmitri Kondratyev
  -  Catherine Coleman
  -  Paolo Nespoli

## 2011
- STS-133 Discovery — 24 février - 9 mars
  -  Steven Lindsey
  -  Eric Boe
  -  B. Alvin Drew
  -  Michael Barratt
  -  Stephen Gerard Bowen
  -  Nicole Stott

- Soyouz TMA-21 — 4 avril  - 16 septembre
  -  Alexandre Samokoutiaïev
  -  Andrei Borisenko
  -  Ronald J. Garan, Jr.

- STS-134 Endeavour — 16 mai - 1er juin
  -  Mark Kelly
  -  Gregory Johnson
  -  Michael Fincke
  -  Andrew J. Feustel
  -  Roberto Vittori
  -  Gregory Chamitoff

- Soyouz TMA-02M — 7 juin  - 22 novembre
  -  Sergei Volkov
  -  Satoshi Furukawa
  -  Michael E. Fossum

- Soyouz TMA-22 — 14 novembre  - 27 avril
  -  Anton Shkaplerov
  -  Anatoli Ivanishin
  -  Daniel Burbank

- Soyouz TMA-03M — 21 décembre  - 1er juillet
  -  Oleg Kononenko
  -  André Kuipers
  -  Donald Pettit

## 2012
- Soyouz TMA-04M — 15 mai  - 17 septembre
  -  Gennady Padalka
  -  Sergei Revin
  -  Joseph Acaba

- Soyouz TMA-05M — 15 juillet  - 19 novembre
  -  Iouri Malenchenko
  -  Sunita Williams
  -  Akihiko Hoshide

- Soyouz TMA-06M — 23 octobre  - 16 mars
  -  Oleg Novitskiy
  -  Evgeny Tarelkin
  -  Kevin A. Ford

- Soyouz TMA-07M — 19 décembre  - 14 mai
  -  Roman Romanenko
  -  Chris Hadfield
  -  Thomas Marshburn

## 2013
- Soyouz TMA-08M — 28 mars  - 11 septembre
  -  Pavel Vinogradov
  -  Aleksandr Misurkin
  -  Christopher Cassidy

- Soyouz TMA-09M — 28 mai  - 11 novembre
  -  Fiodor Iourtchikhine
  -  Karen L. Nyberg
  -  Luca Parmitano

- Soyouz TMA-10M — 25 septembre  - 11 mars
  -  Oleg Kotov
  -  Serguei Riazanski
  -  Michael Hopkins

- Soyouz TMA-11M — 7 novembre  - 14 mai
  -  Mikhaïl Tiourine
  -  Richard Mastracchio
  -  Kōichi Wakata

## 2014
- Soyouz TMA-12M — 25 mars  - 11 septembre
  -  Aleksandr Skvortsov
  -  Oleg Artemiev
  -  Steven Swanson

- Soyouz TMA-13M — 28 mai  - 10 novembre
  -  Maxime Souraïev
  -  Gregory Reid Wiseman
  -  Alexander Gerst

- Soyouz TMA-14M — 25 septembre  - 11 mars
  -  Aleksandr Samokoutiaïev
  -  Yelena Serova
  -  Barry Wilmore

- Soyouz TMA-15M — 23 novembre  - 11 juin
  -  Anton Chkaplerov États-Unis
  -  Samantha Cristoforetti
  -  Terry Virts

## 2015
- Soyouz TMA-16M - 27 mars - 12 septembre
  -  Guennadi Padalka
  -  Mikhaïl Kornienko
  -  Scott Kelly

- Soyouz TMA-17M - Vol 43S - Expédition 44 - 22 juillet - 11 décembre
  -  Oleg Kononenko (commandant, 3e mission à bord de l'ISS)
  -  Kimiya Yui (ingénieur de vol 1)
  -  Kjell N. Lindgren (ingénieur de vol 2)

- Soyouz TMA-18M - Vol 44S - Expédition 45 - 2 septembre - 2 mars
  -  Sergueï Volkov (commandant, 3e mission à bord de l'ISS)
  -  Andreas Mogensen (ingénieur de vol 1)
  -  Aïdyn Aimbetov (ingénieur de vol 2)

- Soyouz TMA-19M - Vol 45S - Expédition 46 - 15 décembre - 18 juin
  -  Iouri Malentchenko (commandant)
  -  Timothy Kopra
  -  Timothy Peake

## 2016
- Soyouz TMA-20M - Vol 46S - Expédition 47 - 18 mars
  -  Aleksey Ovchinin
  -  Oleg Skripotchka
  -  Jeffrey Williams

- Soyouz MS-01 - 7 juillet 2016
  -  Anatoli Ivanishin
  -  Takuya Onishi
  -  Kathleen Rubins

- Soyouz MS-02 - 1er novembre 2016
  -  Sergueï Ryjikov
  -  Andrei Borisenko
  -  Robert Shane Kimbrough

- Soyouz MS-03 - 17 novembre 2016
  -  Oleg Novitskiy
  -  Peggy Whitson
  -  Thomas Pesquet

## 2017
|     | Vol ISS | Mission                                    | Équipage                                             | Photo de l'équipage | Insigne | Notes |
| --- | ------- | ------------------------------------------ | ---------------------------------------------------- | ------------------- | ------- | ----- |
| 87. |         | Soyouz MS-04 Lancement : 20 avril 2017     | Fiodor Iourtchikhine Jack Fischer                    |                     |         |       |
| 88. |         | Soyouz MS-05 Lancement : 28 juillet 2017   | Sergueï Riazanski Paolo Nespoli Randolph Bresnik     |                     |         |       |
| 89. |         | Soyouz MS-06 Lancement : 12 septembre 2017 | Alexandre Missourkine Mark T. Vande Hei Joseph Acaba |                     |         |       |
| 90. |         | Soyouz MS-07 Lancement : 17 décembre 2017  | Anton Chkaplerov Scott Tingle Norishige Kanai        |                     |         |       |

## 2018
|     | Vol ISS | Mission                                   | Équipage                                                     | Photo de l'équipage | Insigne | Notes                                                                                  |
| --- | ------- | ----------------------------------------- | ------------------------------------------------------------ | ------------------- | ------- | -------------------------------------------------------------------------------------- |
| 91. | 54S     | Soyouz MS-08 Lancement : 21 mars 2018     | Oleg Artemyev Andrew J. Feustel Richard R. Arnold            |                     |         | Emmener l'Expédition 55                                                                |
| 92. | 55S     | Soyouz MS-09 Lancement : 06 juin 2018     | Sergueï Prokopyev Serena M. Auñón-Chancellor Alexander Gerst |                     |         | Emmener l'Expédition 56                                                                |
| 93. | 56S     | Soyouz MS-10 Lancement : 11 octobre 2018  | Aleksey Ovchinin Nick Hague                                  |                     |         | Emmener l'Expédition 57. Échec au lancement, retour en mode balistique, équipage sauf. |
| 94. | 57S     | Soyouz MS-11 Lancement : 03 décembre 2018 | Oleg Kononenko Anne McClain David Saint-Jacques              |                     |         | Emmener l'Expédition 57                                                                |

## 2019
|     | Vol ISS | Mission                                   | Équipage                                          | Photo de l'équipage                 | Insigne | Notes |
| --- | ------- | ----------------------------------------- | ------------------------------------------------- | ----------------------------------- | ------- | --- |
| 95. | 58S     | Soyouz MS-12 Lancement: 14 Mars 2019      | Alexeï Ovtchinine Christina Koch Nick Hague       |                                     |         | Emmener l'Expédition 59 (ISS) - Koch reviendra à bord du Soyouz MS-13 après une mission de neuf mois. |
| 96. | 59S     | Soyouz MS-13 Lancement: 20 Juillet 2019   | Aleksandre Skvortsov Luca Parmitano Andrew Morgan | Equipage de réserve du Soyouz MS-11 |         | Emmener l'équipage de l'Expédition 60 (ISS) - Morgan reviendra à bord du Soyouz MS-15 après une mission de neuf mois, et Koch reviendra après avoir accompli une mission de neuf mois.                            |
| 97. | 61S     | Soyouz MS-15 Lancement: 25 Septembre 2019 | Oleg Skripochka Jessica Meir Hazza Al Mansouri    |                                     |         | Emmener l'équipage de l'Expédition 61 (ISS) ; Al Mansouri reviendra sur Terre avec la capsule Soyouz MS-12 ; Morgan prendra le siège d'Al Mansouri sur le vol de retour du MS-15, après une mission de neuf mois. |

## 2020
|      | Vol ISS | Mission                                    | Équipage                                                       | Photo de l'équipage | Insigne | Notes                      |
| ---- | ------- | ------------------------------------------ | -------------------------------------------------------------- | ------------------- | ------- | -------------------------- |
| 98.  | 62S     | Soyouz MS-16 Lancement : 9 avril 2020      | Anatoli Ivanichine Ivan Vagner Christopher Cassidy             |                     |         | Emmener l'Expédition 62    |
| 99.  |         | SpX-DM2 Lancement : 31 mai 2020            | Douglas Hurley Robert Behnken                                  |                     |         | Vol d’essai du Crew Dragon |
| 100. | 63S     | Soyouz MS-17 Lancement : 14 octobre 2020   | Sergueï Ryjikov Sergueï Koud-Skvertchkov Kathleen Rubins       |                     |         | Emmener l'Expédition 63    |
| 101. |         | SpaceX Crew-1 Lancement : 16 novembre 2020 | Michael Hopkins Victor J. Glover Soichi Noguchi Shannon Walker |                     |         | Emmener l'Expédition 64    |

## 2021
|      | Vol ISS | Mission                                    | Équipage                                                                | Photo de l'équipage | Insigne | Notes                            |
| ---- | ------- | ------------------------------------------ | ----------------------------------------------------------------------- | ------------------- | ------- | -------------------------------- |
| 102. | 64S     | Soyouz MS-18 Lancement : 9 avril 2021      | Oleg Novitski Piotr Doubrov Mark T. Vande Hei                           |                     |         | Emmener l'Expédition 64          |
| 103  |         | SpaceX Crew-2 Lancement : 23 avril 2021    | Robert Shane Kimbrough K. Megan McArthur Akihiko Hoshide Thomas Pesquet |                     |         | Emmener l'expédition 65          |
| 104. | 65S     | Soyouz MS-19 Lancement : 5 octobre 2021    | Anton Chkaplerov Klim Chipenko Ioulia Peressild                         |                     |         | Tournage du film russe Le Défi   |
| 105. |         | SpaceX Crew-3 Lancement : 11 novembre 2021 | Raja Chari Thomas Marshburn Kayla Barron Matthias Maurer                |                     |         | Emmener l'Expédition 66          |
| 106. | 66S     | Soyouz MS-20 Lancement : 8 décembre 2021   | Alexandre Missourkine Yūsaku Maezawa Yozo Hirano                        |                     |         | Vol touristique Space Adventures |

## 2022
|      | Vol ISS | Mission                                       | Équipage                                                              | Photo de l'équipage | Insigne | Notes                      |
| ---- | ------- | --------------------------------------------- | --------------------------------------------------------------------- | ------------------- | ------- | -------------------------- |
| 107. | 67S     | Soyouz MS-21 Lancement : 18 mars 2022         | Oleg Artemiev Denis Matveïev Sergueï Korsakov                         |                     |         | Emmener l'Expédition 67    |
| 108. |         | SpaceX Axiom Space-1 Lancement : 8 avril 2022 | Michael López-Alegría Larry Connor Eytan Stibbe Mark Pathy            |                     |         | Mission privée Axiom Space |
| 109. |         | SpaceX Crew-4 Lancement : 27 avril 2022       | Kjell N. Lindgren Robert Hines Samantha Cristoforetti Jessica Watkins |                     |         | Emmener l'expédition 67    |
| 110. | 68S     | Soyouz MS-22 Lancement : 21 septembre 2022    | Sergueï Prokopiev Dimitri Peteline Francisco Rubio                    |                     |         | Emmener l'Expédition 68    |
| 111. |         | SpaceX Crew-5 Lancement : 5 octobre 2022      | Nicole Mann Josh A. Cassada Kōichi Wakata Anna Kikina                 |                     |         | Emmener l'expédition 68    |

## 2023
|      | Vol ISS | Mission                                      | Équipage                                                              | Photo de l'équipage | Insigne | Notes                      |
| ---- | ------- | -------------------------------------------- | --------------------------------------------------------------------- | ------------------- | ------- | -------------------------- |
| 112. |         | SpaceX Crew-6 Lancement : 2 mars 2023        | Stephen Bowen Warren Hoburg Sultan Al Neyadi Andreï Fediaïev          |                     |         | Emmener l'expédition 69    |
| .    |         | SpaceX Axiom Space-2 Lancement : 21 mai 2023 | Peggy Whitson John Shoffner Ali Al-Qarni Rayyanah Barnawi             |                     |         | Mission privée Axiom Space |
| 114. |         | SpaceX Crew-7 Lancement : 26 août 2023       | Jasmin Moghbeli Andreas Mogensen Satoshi Furukawa Konstantin Borissov |                     |         | Emmener l'expédition 70    |
| 115. |         | Soyouz MS-24 Lancement : 15 septembre 2023   | Oleg Kononenko Nikolaï Tchoub Loral O'Hara                            |                     |         | Emmener l'Expédition 70    |

## 2024
|      | Vol ISS | Mission                                          | Équipage                                                             | Photo de l'équipage | Insigne | Notes                                   |
| ---- | ------- | ------------------------------------------------ | -------------------------------------------------------------------- | ------------------- | ------- | --------------------------------------- |
| 116. |         | SpaceX Axiom Space-3 Lancement : 18 janvier 2024 | Michael López-Alegría Walter Villadei Alper Gezeravcı Marcus Wandt   |                     |         | Mission privée Axiom Space              |
| 117. |         | SpaceX Crew-8 Lancement : 4 mars 2024            | Matthew Dominick Michael Barratt Jeanette Epps Alexandre Grebionkine |                     |         | Emmener l'expédition 71                 |
| 118. |         | Soyouz MS-25 Lancement : 23 mars 2024            | Oleg Novitski Marina Vassilievskaïa Tracy Caldwell                   |                     |         | Emmener l'Expédition 71                 |
| 119. |         | Boe-CFT Lancement : 5 juin 2024                  | Barry Wilmore Sunita Williams                                        |                     |         | Vol d'essai du Boeing CST-100 Starliner |
| 120. |         | Soyouz MS-26 Lancement : 11 septembre 2024       | Alexeï Ovtchinine Ivan Vagner Donald Pettit                          |                     |         | Emmener l'Expédition 72                 |
| 121. |         | SpaceX Crew-9 Lancement : 28 septembre 2024      | Nick Hague Alexandre Gorbounov                                       |                     |         | Emmener l'expédition 72                 |

## 2025
|      | Vol ISS | Mission                                       | Équipage                                                               | Photo de l'équipage | Insigne | Notes                      |
| ---- | ------- | --------------------------------------------- | ---------------------------------------------------------------------- | ------------------- | ------- | -------------------------- |
| 122. |         | SpaceX Crew-10 Lancement : 14 mars 2025       | Anne McClain Nichole Ayers Takuya Onishi Kirill Peskov                 |                     |         | Emmener l'expédition 73    |
| 123. |         | Soyouz MS-27 Lancement : 8 avril 2025         | Sergueï Ryjikov Alexeï Zoubritski Jonny Kim                            |                     |         | Emmener l'expédition 73    |
| 124. |         | SpaceX Axiom Space-4 Lancement : 25 juin 2025 | Peggy Whitson Shubhanshu Shukla Sławosz Uznański-Wiśniewski Tibor Kapu |                     |         | Mission privée Axiom Space |
| 125. |         | SpaceX Crew-11 Lancement : 1 août 2025        | Zena Cardman Mike Fincke Kimiya Yui Oleg Platonov                      |                     |         | Emmener l'expédition 74    |